# Islam u Estoniji
Estonija je jedna od zemalja u Europi s najmanjom islamskom vjerskom zajednicom. Prema popisu stanovništva iz 2011. godine, u Estoniji se 1.508 ljudi izjasnilo da su po vjeroispovijesti muslimani. Budući da u Estoniji vrlo mala skupina ljudi prakticira islam, postoji samo jedna džamija i Islamski kulturni centar u Tallinu.

## Povijest
Prvi muslimani u Estoniji bili su većinom sunitski Tatari i šiitski Azeri, koji su bili otpušteni iz vojne službe u ruskoj vojsci nakon što su Estonija i Livonija bile okupirane od strane Ruskog Carstva 1721. godine. Velika većina muslimana se uselila u Estoniju tijekom Sovjetske okupacije Estonije između 1940. i 1991. godine, kada se Estonija kao Estonska SSR nalazila u sastavu SSSR-a.
Od 1860. godine, tatarska manjina je počela s aktvinim vjerskim životom otvaranjem Islamskog centra u gradu Narvi. Muslimanska kongregacija (Narva Muhamedi Kogudus) je tada bila registrirana pod nezavisnom Republikom Estonijom 1928. godine i još jedna (Tallinna Muhamedi Usuühing) u Tallinnu godine 1939. Kuća koja je sagrađena od fondova donacija pretvorena je u džamiju u Narvi. Tijekom 1940., sovjetske vlasti su ukinule obje kongregacije, a zgrade su uništene u Drugom svjetskom ratu (točnije 1944. godine).
Danas nema više džamije u Tallinnu, ali je jedan veći apartman prenamijenjen u svrhu molitve. Muslimansko društvo u Estoniji je politički umjereno i, neuobičajeno u globalnom smislu, suniti i šijiti se mole zajedno.

## Vanjske poveznice
- (est.) Islam.ee
- (est.) Arapska kuhinja u Estoniji